# TeX4ht
TeX4ht — гнучкий інструмент перетворення, який здатен створювати на основі документів TeX і LaTeX документи у форматі HTML та деяких форматах XML. Найпоширенішим застосуванням TeX4ht є перетворення документів (La)TeX до форматів, які використовуються у текстових процесорах. Програму розроблено Ейтаном М. Гурарі (Eitan M. Gurari).
Код програми розповсюджується за умов дотримання LaTeX Project Public License (LPPL).

## Історія
TeX4ht було розроблено у 1990-х для перетворення коду (La)TeX до HTML з метою публікації наукових документів, які було написано з використанням (La)TeX, в інтернеті для показу у браузері. Зокрема, було реалізовано можливості гіпертексту, що уможливило включення гіперпосилань до інтернет-версій документів.
Поступово, було реалізовано підтримку заснованих на XML форматів. Станом на 2019 рік, реалізовано підтримку HTML5, XHTML, MathML, OpenDocument, DocBook та TEI. JavaHelp can also be generated.
Станом на 2021 рік, TeX4ht включено до усіх дистрибутивів TeX.
Після смерті Ейтана М. Гурарі супровід програм здійснювали Радхакрішнан СВ (Radhakrishnan CV, покинув проєкт), Карл Беррі (Karl Berry) та Міхал Гофтіх (Michal Hoftich). Участь у розробці також взяло багато інших охочих.

## Принципи роботи
TeX4ht не виконує безпосереднього перетворення розмітки TeX або LaTeX для виведення результатів мовою розмітки (HTML тощо). Замість цього, програма використовує звичайний (La)TeX для збирання файла DVI з початкових кодів. Далі, TeX4ht обробляє файл DVI. Інші засоби перетворення, зокрема LaTeX2HTML і TtH, виконують обробку в один крок.
По суті, TeX4ht може працювати із будь-яким коректним початковим кодом документа (La)TeX. Також TeX4ht може використовувати загальнодоступні пакунки макросів або створені користувачами (можливо, специфічні для документів) команди для обробки можливостей, які виходять за межі стандартних форматів TeX, зокрема для керування бібліографіями за допомогою BibTeX, оскільки ці розширення не потребують відповідної реалізації у самому засобі перетворення.
Математичні формули та інші символи, які не може бути показано у текстовому форматі, перетворюються на зображення. Також формули можна перетворити на MathML або до форми, яку може обробляти MathJax.
TeX4ht може перетворювати документи LaTeX до формату doc Microsoft Word з використанням проміжного формату OpenDocument, ODT.

## Зовнішні посилання
- Домашня сторінка проєкту [Архівовано 7 лютого 2021 у Wayback Machine.]
- Інтернет-підручник [Архівовано 14 жовтня 2020 у Wayback Machine.]
- SimpleTeX4ht [Архівовано 25 лютого 2021 у Wayback Machine.] — графічний інтерфейс TeX4ht для Mac OS X
- TUG: Інструменти перетворення коду LaTeX на документи текстових процесорів [Архівовано 3 лютого 2021 у Wayback Machine.]
- TUG: Інструменти перетворення документів текстових процесорів на код LaTeX [Архівовано 26 січня 2021 у Wayback Machine.]